# 滑雪定向
滑雪定向（英語：Ski orienteering, SkiO）是冬季進行的耐力運動，參加者滑雪越野，最快完成賽程為勝。滑雪定向屬於國際定向聯盟（IOF）管轄的四種定向運動。滑雪定向講求身體耐力、強度，及越野滑雪技術，如在高速滑行的同時導航，並選擇最佳路線。
競賽採用定向地圖。自2019年起，滑雪定向有專屬的製圖標準《國際滑雪定向地圖規格》（英語：International Specification for Ski Orienteering Maps, ISSkiOM），推薦使用何種符號（其他定向項目採用的符號，不全適合滑雪定向）。滑雪定向地圖中，使用綠色的線表示雪道和小徑，不同的線（粗、幼、虛線）表示路況是否良好，還有其他顏色表示有雪、無雪的車行道路。導航策略方面，與山地車定向類似。賽事使用一般越野滑雪的裝備，並有地圖架，用作將地圖固定在胸前。與越野滑雪相比，滑雪定向特別講求上身的強度，因為沿狹窄的雪徑滑行時，經常用雙杖推撐滑行（英語：double poling）。

## 賽事
滑雪定向比賽設計考驗運動員體能強度及導航技術。運動員利用地圖，在稠密的滑雪路網中，自行選擇路線，按指定次序通過地圖上圈出的控制點，用時少為勝。地圖會印出路網，但在實地則沒有標示。地圖給出的資訊，足以讓運動員判斷何種路線較快，雪路的闊度、路況粗糙或平坦等，皆有不同圖例。一場比賽中，運動員要在高速滑行的同時，作出大量決策，選擇路線，所以需要高度集中。滑雪定向的成績是以用時多少，客觀衡量，快者獲勝。參賽者佩戴點簽卡，到時控制點時，就用控制點設有的電子點簽器，打點記錄，返抵終點後，成績系統檢查點簽卡，即可判斷有否順序到訪各點。

### IOF比賽
世界滑雪定向錦標賽是國際定向聯盟舉辦的正式賽事，決出滑雪定向的世界冠軍頭銜。2019年的世界錦標賽有20國參賽。世錦賽過往逢單數年舉辦，2021年賽事設有短途賽（Sprint）、中距離（Middle）、長距離追逐賽（Pursuit）、短途接力（Sprint Relay）。:4，但計劃在2022年再次舉辦，其後改為逢偶數年。:5
滑雪定向世界杯則是每賽季的一系列正式比賽，以積分計算賽季優勝者。世界杯過往逢偶數年舉辦決賽，現則每年舉行。:5
世界青年滑雪定向錦標賽及世界壯年滑雪定向錦標賽（英語：World Masters Ski Orienteering Championships）則每年舉辦。:6

### 世界各地
滑雪定向場地多為室外自然雪地，地形多樣，城市公園、郊外田野、森林、山邊皆有可能。亞洲、歐洲、北美皆有滑雪定向賽事。
滑雪定向曾列入2011年哈萨克斯坦阿拉木圖和阿斯塔納（今努尔苏丹）舉辦的亞洲冬季運動會競賽項目，並為國際軍事體育理事會（CISM）世界軍人冬季運動會賽項。國際定向聯盟曾申請在2018年冬奧加入滑雪定向，但無成功。

## 裝備
滑雪定向的參賽者會配備：
- 越野滑雪的合適服裝、滑雪靴、滑雪板、雪杖。[8]

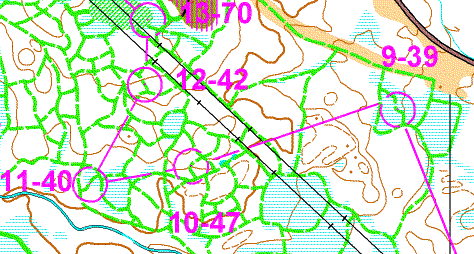
alt = 地圖上，有如葉脈般的綠色路網，綠線又有分虛線和實線。白色背景（表示森林）中，散佈着藍白相間表示濕軟地的區域。紅圓圈起幾個控制點，之間有紅線順序連接，紅圓旁邊又有紅色數字表示次序。

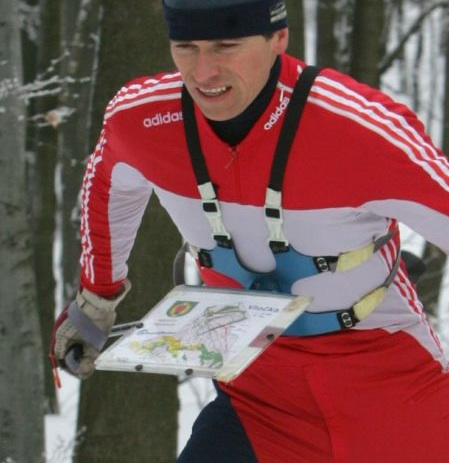
alt = 地圖架利用與降落傘背帶類似的挽具狀帶子，固定在胸前。

- 定向地圖，由主辦方提供，顯示賽程必經的控制點（英语：Control point (orienteering)），參賽者須依控制點的次序，順序通過。地圖提供足夠資訊，讓運動員可以判斷如何選擇路線較佳，如雪徑的質素（線的虛實粗幼）、斜率（從等高線推斷）、距離（按比例尺換算）。綠色線表示適合滑雪的線路。根據上述資訊，參賽者自行決定從控制點到下一控制點之間的路線。[9]
- 地圖架：固定在胸前，使參賽者得以在高速行進間閱讀地圖。[2]
- 有時會在前臂戴一個輕量的指南針，方便正置地圖，但並非必要。[10]:8
- 電子或紙本點簽卡（參見控制點（英语：Control point (orienteering)））。[2]

## 外部鏈結
维基共享资源上的相關多媒體資源：滑雪定向
- 國際定向聯盟.  [首頁 | 國際定向聯盟]. orienteering.sport.   [2021-09-07]. （原始内容存档于2021-12-07） （英语）. ——國際定向聯盟的新網站
- 國際定向聯盟.  [新聞稿的背景資料：滑雪定向申請加入2018年冬季奧林匹克運動會]. orienteering.org. （原始内容存档于2010-09-25） （英语）.——舊網站介紹滑雪定向
- YouTube上的Ski orienteering presentation（英文）